# Crassimarginatella extenuata
Crassimarginatella extenuata is een mosdiertjessoort uit de familie van de Calloporidae. De wetenschappelijke naam van de soort werd voor het eerst geldig gepubliceerd in 2006 door Dick, Tilbrook & Mawatari.